# André Meyer (médecin)
Pour les articles homonymes, voir Meyer et André Meyer.
André Meyer, né le 27 avril 1903 à Paris et mort le 5 septembre 1979 à Vaucresson, est un médecin et professeur de médecine français.

## Biographie
Il est le fils de Maurice Meyer et d'Anna Wellhoff.
Interne en 1928, médecin des hôpitaux de Paris, il est ensuite chef de service de phtisiologie à l'hôpital Boucicaut. Il est nommé professeur à la Faculté de médecine de Paris en 1963 et membre de l'Académie nationale de médecine.
Le Professeur André Meyer prend part à la lutte contre la tuberculose en France et contribue à l'essor de la phtisiologie en France par ses travaux de recherche clinique.
Il est le père du Professeur Philippe Meyer et de Jean-Claude Meyer.

## Distinctions et décorations
- Officier de la Légion d'honneur (1953)[réf. nécessaire].